# ماساتوشي كوشيبيشي
ماساتوشي كوشيبيشي، من مواليد 29 يناير 1993 بمدينة آوموري باليابان، لاعب كرة قدم ياباني يلعب حاليا في صفوف نادي كاشيما أنتلرز.

## روابط خارجية
- ماساتوشي كوشيبيشي على موقع الاتحاد الدولي (مؤرشف)  (الإنجليزية)
- ماساتوشي كوشيبيشي على موقع رابطة كرة القدم اليابانية للمحترفين (اليابانية)
- ماساتوشي كوشيبيشي على موقع قاعدة بيانات كرة القدم.إي يو (الإنجليزية)
- ماساتوشي كوشيبيشي على موقع Soccerway.com (الإنجليزية)
- ماساتوشي كوشيبيشي على موقع عالم كرة القدم.نت (الإنجليزية)
- ماساتوشي كوشيبيشي على موقع أوليمبيديا (الإنجليزية)
- ماساتوشي كوشيبيشي على موقع AS.com (الإسبانية)